# Spineto (Castellamonte)
Spineto (spineit in dialetto piemontese), è una frazione del comune di Castellamonte, in provincia di Torino, situata a 365 m.s.l.m nel mezzo del Canavese conta circa 500 abitanti.

## Geografia
Il paese di Spineto si estende su terreno collinare ed è diviso in tre aree: Spineto sotto, Spineto sopra e Spineto alta.
Spineto sotto è l'area dove è concentrata la maggior parte della popolazione. Oltre il canale di Caluso si distende una area di prati e boschi chiamata "I Ciapei".
Spineto sopra è l'area che si estende dal torrente Riano fino all'inizio dei colli e che percorre tutta la strada del Casino.
Spineto alta è caratterizzata da tutte le aree di Spineto che superano i 400 metri di altitudine, è l'area che caratterizza la cosiddetta catena dei Colli Spinetesi, il punto più alto è al Canton Querio dove vengono raggiunti i 500 m.s.l.m.
Il territorio di Spineto presenta 3 torrenti, il fiume Orco che scorre a Sud e delimita il confine con Valperga, il torrente Piova che scorre a Ovest e determina il confine con Cuorgnè e Borgiallo, i due fiumi si incontrano proprio a Spineto con il Piova che si getta nell'Orco. 

## Storia
Il nome di Spineto secondo le tradizioni deriva dal miracolo della Madonna in grado di salvare un uomo in un cespuglio di spine, nel 1023 la Chiesa parrocchiale Natività di Maria Santissima fu edificata dove vi era il cespuglio. La frazione divenne il luogo per l'esilio dal 1932 al 1943 del filosofo Piero Martinetti che rifiutò di giurare fedeltà al fascismo.

## Monumenti e luoghi d'interesse
- Museo Centro Ceramico Fornace Pagliero 1814[3]
- Casa e Archivio Piero Martinetti[4]

## Sport
Spineto fu rappresentata a livello sportivo dalla squadra femminile di calcio l'A.C.F Spineto, che nella stagione 1985-1986 vince il proprio girone di Serie C Valle d'Aosta-Piemonte riuscendo ad approdare in Serie B femminile rimanendoci per un'altra stagione per poi rinunciare alle attività nel 1988.

## Eventi
Il Palio dei Rioni spinetesi, era un evento organizzato ogni anno in cui le contrade del paese si sfidavano in una serie di discipline, veniva premiata la contrada che otteneva più punti. Le contrade erano quattro: Belvedere, Martinetti, Scuole e Chiesa. Il palio fu interrotto nel 2009, in seguito a varie dispute che si creavano tra le contrade.